# Hippolyte d'Ursel
Pour les articles homonymes, voir Hippolyte.
Marie Hippolyte Adrien Ludovic, comte d'Ursel, né le 17 novembre 1850 à Bruxelles et décédé le 9 décembre 1937 dans cette ville, fut un homme politique catholique belge.

## Famille
Il est né un petit-fils de Charles-Joseph d'Ursel. Sa mère était Marie Louise Ève Gueulluy de Rumigny, fille de Marie-Hippolyte de Rumigny.

## Carriere
Il fut docteur en droit. Il fut élu député de Bruxelles (1894-1900), puis sénateur de l'arrondissement de Bruxelles (1905-1908) en suppléance de Adhémar de Steenhault de Waerbeeck.

## Honneurs
Il fut créé officier de l'ordre de Léopold et grand-croix de l'ordre de Saint-Grégoire-le-Grand.

## Œuvres
- L'œuvre du Roi au Congo, son passe, son présent, son avenir, avec le programme des fêtes nationales. Conférence, Bruxelles, 1890.
- L'anti-esclavagisme en Afrique dans La Revue générale, VII.1891, 73-101.
- La candidature du duc de Leuchtenberg au trône de Belgique en 1831, dans Le Correspondant, 25/04/1928, 161-179.
- La Cour de Belgique et la Cour de France de 1832 a 1850. Lettres intimes, Paris, 1933.

## Généalogie
- Il est le fils de Ludovic d'Ursel (1809-1886) et Marie Louise Gueulluy de Rumigny (1820-1872).
- Il épousa en 1878 Georgine de Rouillé (1859-1926);
- Ils eurent sept enfants : Ludovic (Louis) (1879-1880), Marie (1882-1966), Gabrielle (1884-1921), Jean (1887-1913), Georges (1890-1944), Pierre (1892-1926), Isabelle (1897-1971).